# Levin Winder
Levin Winder, född 4 september 1757 i Somerset County, Maryland, död 1 juli 1819 i Baltimore, Maryland, var en amerikansk federalistisk politiker. Han var guvernör i delstaten Maryland 1812–1816.
Winder tjänstgjorde som överste i kontinentala armén i amerikanska revolutionskriget. Han gifte sig med Mary Sloss. I Marylands delegathus satt han 1789–1783 och 1806–1809. Winder var elektor i presidentvalet i USA 1792.
Winder efterträdde 1812 Robert Bowie som guvernör och efterträddes 1816 av Charles Carnan Ridgely. Winders tid som guvernör sammanföll med 1812 års krig. Den sittande guvernören hade förlorat valet mot Winder i en situation där spänningarna mellan demokrat-republikanerna och federalisterna var påtagliga. Som federalist var Winder motståndare till kriget men som guvernör fick han ansvara för försvaret av Maryland speciellt då den federala regeringen inte var ivrig att satsa på försvaret av en delstat som styrdes av krigsmotståndarna. Även om den federala regeringen misslyckades med försvaret av huvudstaden Washington, D.C. fick Winder delstatens lagstiftande församling att gå med på att beskatta Marylands invånare tillräckligt för att få pengar till att värja sig mot britternas anfall med hjälp av Marylands milis. Trots att Maryland hade valt en krigsmotståndare till guvernör, rådde en lokalpatriotisk stämning där invånarna satsade hårt på försvaret av sin egen delstat. Efter kriget lämnade Winder guvernörsämbetet och återvände till sin tillvaro som plantageägare.